# فازتو شاسترا (فلم)
فازتو شاسترا (بالإنجليزية: Vaastu Shastra) أو (البيت الملعون) هو فيلم رعب هندي صدر عام 2004، من إنتاج رام غوبال فارما وإخراج سوراب نارانج، وبطولة بيا راي شودري والممثة سوشميتا سين و ج.ك تشاكرافارتي، وكان قد أصدر بتاريخ 22 تشرين الأول 2004، وقد تلقى نجاحا كبيرا في شباك التذاكر مما جعله يحتفظ بمكانته لدى محبي أفلام الرعب والخيال العلمي.

## القصة
يبدأ الفيلم مع عائلة (راو) التي تقوم بشراء منزل جديد منعزل عن المدينة، وبمرور الوقت تبدأ ظهور أحدات غريبة مع العائلة، فتكتشف الأم (شوسميتا سين) أن ابنها يقول أشياء غريبة عن المنزل بحيث أن هناك أشخاص آخرون يسكنون منزلهم، إلا أن الأم لم تصدق ذلك وعاتبته، فقررت استدعاء مربية أطفال للاعتناء بابنها، لكن اكتشفت أن المربية تقوم بضرب الطفل وسرقة أموالهم وأغراضهم الخاصة، فيقوم صديق الطفل (شبح طفل) بقتلها كونها أزعجته، وبالتدريج يتم تصديق أنه بالفعل أن هناك أشباح تسكن المنزل، فيموت كلا من عمة الطفل رادز (بيا راي شودري) ووالده لتبقى الأم وطفلها في الأخير بعد صراع مع الأشباح.